# Luigi Groto
Luigi Groto, także: Cieco d'Adria, Cieco D'Hadria, (ur. 7 września 1541 w Adrii, zm. 13 grudnia 1585 w Wenecji) – niewidomy włoski poeta, lutnista, dramatopisarz i aktor. 

## Biografia
Luigi Groto był synem Federica, potomka drobnej ziemskiej szlachty i prawnika oraz Mari de 'Rivieri, siostry Giovanniego Battisty - arcybiskup i biskupa. Przyszły artysta stracił wzrok osiem dni po swoich narodzinach. Ojciec zmarł 25 listopada 1544 roku i Luigi odziedziczył po nim farmę. Studiował, będąc starszym, z wielkim powodzeniem filozofię oraz literaturę pod kierunkiem swojego opiekuna, Scipione Gesualdo de 'Belligni, a następnie otrzymując nauki od adwokata Celio Calcagniniego.
Mając zadziwiające umiejętności mnemoniczne i talent do układania wierszy, w wieku 15 lat  przemawiał już publicznie. Bywał często w Wenecji jako wysłannik z rejonu Wenecji Euganejskiej. M.in. w 1556 roku witał Bonę, a w 1574 Henryka Walezego.
W czasie wyjazdów bawił towarzystwo publicznymi oracjami, prezentując także swoje pieśni. Angażował się w życie intelektualne swojego środowiska, występował na scenie, tworzył m.in. erotyki, zajmował się także tłumaczeniami starożytnych tekstów (m.in. pierwszej księgi Iliady).
Matka artysty zmarła 22 listopada 1564 roku. Luigi przeniósł się wówczas do swojego wuja, Giovanniego Battisty. Poznał wówczas Caterinę, pokojówkę, z którą zawarł związek małżeński 18 marca 1850 roku. Parze urodziło się dwoje dzieci: Giovanni Battista i Domenica (1572 i 1579).
W 1565 roku został mianowany prezesem nowo założonej Akademii Illustrati (l'Accademia degli Illustrati) w Adrii. Grupę tę tworzyli: arcybiskup Iacopo Maistri, kanonik Girolamo Colla i Pier Martire Colla, madrygaliści i poeci. W 1567 roku postawiono go przed sądem w Rovigo w procesie o herezję. Został uznany winnym przeczytania zakazanych wówczas tekstów Erazma z Rotterdamu, Henryka Korneliusza Agryppy, Bernardino Ochino. Musiał publicznie wyrazić żal, skruchę i przyjąć karę - zakaz nauczania.
W 1585 przekazano mu kierownictwo nad katedrą filozofii w Rialto, w Wenecji.
Zmarł tuż po powrocie z teatru, w którym grał rolę ślepego króla Edypa. 
W 1623 Filippo Bonaffino umieścił kompozycje do niektórych utworów poetyckich Groto w swoich opublikowanych madrygałach.

## Wybór dzieł

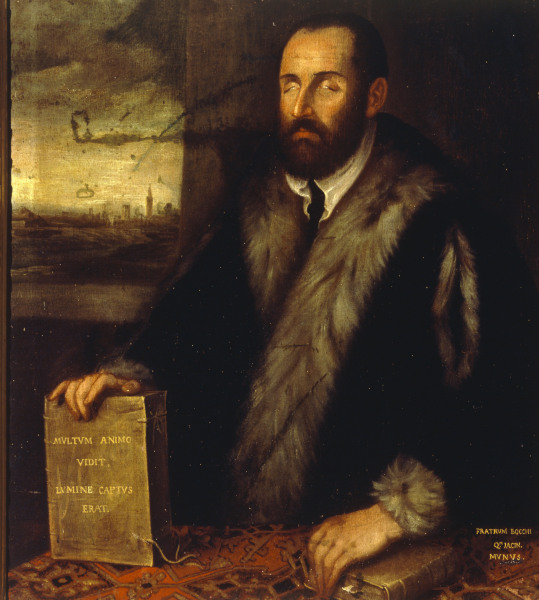
Luigi Groto - Jacopo Robusti Tintoretto

- Orazione (Orationi volgari et gelatin) (Wenecja, 1586 i późniejsze wydanie - Carlo Bocchi, Wenecja, 1817)
- La Calisto, sielanki (Wenecja,1575) oraz tragedie
- La Hadriana (Wenecja,1582)
- La Dalida (Wenecja 1583)
- Isac, Rappresentation Nuova (Wenecja 1607), komedie
- La Emilia (Wenecja, 1572)
- Il Thesoro (Wenecja,1583)
- La Alteria (Wenecja,1587); także Canzone del morte nella clar. M. Agostin Barbarigo (Wenecja, 1572)
- Delle Rime (Wenecja,1587), tłumaczenia, listy (Famigliari Humanities, Wenecja, 1616)

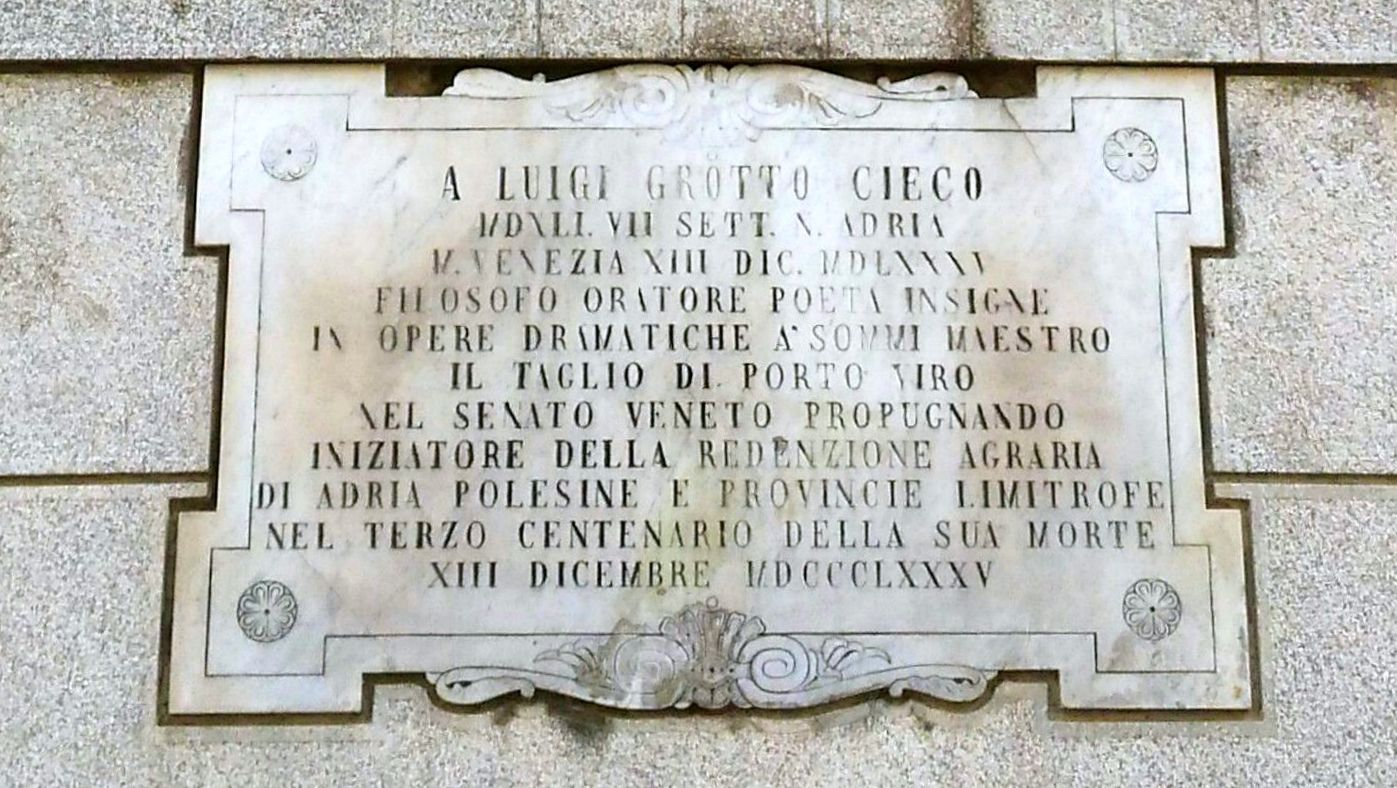
Tablica upamiętniająca Luigiego Groto, Adria.